# Schloen-Dratow
Schloen-Dratow ist eine Gemeinde im Landkreis Mecklenburgische Seenplatte in Mecklenburg-Vorpommern. Sie wird vom Amt Seenlandschaft Waren mit Sitz in der Stadt Waren (Müritz) verwaltet.

## Geografie
Die Gemeinde grenzt an Peenehagen, Groß Plasten, Möllenhagen, Ankershagen, Kratzeburg, Kargow und Torgelow am See.
Im Südwesten des Gemeindegebietes entspringt die Ostpeene, der längste  aber nicht hydrografisch höchstrangige der drei Quellflüsse der Peene.

## Ortsteile
Ortsteile sind Groß Dratow, Klein Dratow, Klockow, Neu Schloen, Oberschloen, Schloen, Schloener Kolonie und Schwastorf.
Postalisch ist das Gemeindegebiet in folgende Orte gegliedert:
- 17192 Groß Dratow (mit den Ortsteilen Klein Dratow, Klockow und Schwastorf)
- 17192 Neu Schloen
- 17192 Schloen
- 17219 Klockow

## Geschichte
Schloen-Dratow entstand am 1. Januar 2012 aus dem Zusammenschluss der bis dahin selbstständigen Gemeinden Groß Dratow und Schloen. Zum 1. Januar 2014 wurde die Gemeinde Dratow-Schloen in Schloen-Dratow umbenannt.
Groß Dratow wurde 1284 erstmals urkundlich erwähnt. Die Kirche stammt aus dem 13. Jahrhundert und die Dorfschmiede von 1860. Im Ort befand sich ein altes Lehngut, etwa 627 ha groß, zuletzt im bürgerlichen Besitz.
Schloen wurde 1218 erstmals urkundlich erwähnt. Die Kirche aus den Anfängen des 13. Jahrhunderts steht an der Stelle einer ehemaligen Wallburg. Ihr Turm stammt von 1765.
Schwastorf: Gutsbesitzer waren u. a. die Familien  von Schuckmann (um 1803–1869), Sauerkohl (bis 1886), Dähnert (bis 1896), Walter-Sürssen (bis 1928) und die Freiherren von dem Knesebeck – Milendonck (bis 1945), deren Hauptgut Karwe in Nordbrandenburg lag. Das Gutshaus Schwastorf aus der Mitte des 18. Jahrhunderts stammend war nach 1945 u. a. Kulturhaus und ist heute eine Ruine.

## Politik

### Gemeindevertretung und Bürgermeister
Der Gemeinderat besteht (inkl. Bürgermeister) aus acht Mitgliedern. Die Wahl zum Gemeinderat am 26. Mai 2019 hatte folgende Ergebnisse:
| Partei/Bewerber                           | Prozent | Sitze |
| ----------------------------------------- | ------- | ----- |
| Freie Wählergemeinschaft Schloen – Dratow | 100,00  | 8     |

Bürgermeister der Gemeinde ist Bert Dreyer.

### Wappen, Flagge, Dienstsiegel
Die Gemeinde verfügt über kein amtlich genehmigtes Hoheitszeichen, weder Wappen noch Flagge. Als Dienstsiegel wird das kleine Landessiegel mit dem Wappenbild des Landesteils Mecklenburg geführt. Es zeigt einen hersehenden Stierkopf mit abgerissenem Halsfell und Krone und der Umschrift „GEMEINDE SCHLOEN-DRATOW • LANDKREIS MECKLENBURGISCHE SEENPLATTE“.

## Sehenswürdigkeiten
- Schloener Kirche, im Kern aus dem 13. Jahrhundert, mit einem nach italienischen Vorbildern gestalteten Altar aus dem 18. Jahrhundert
- Schloener Wassermühle
- Dorfschmiede in Groß Dratow von 1860; heute Gaststätte
- Dorfkirche in Groß Dratow (13. Jh.)
- Neugotische Friedhofskapelle (um 1900 erbaut) in Schwastorf
- Gutshaus- und Speicherruine in Schwastorf

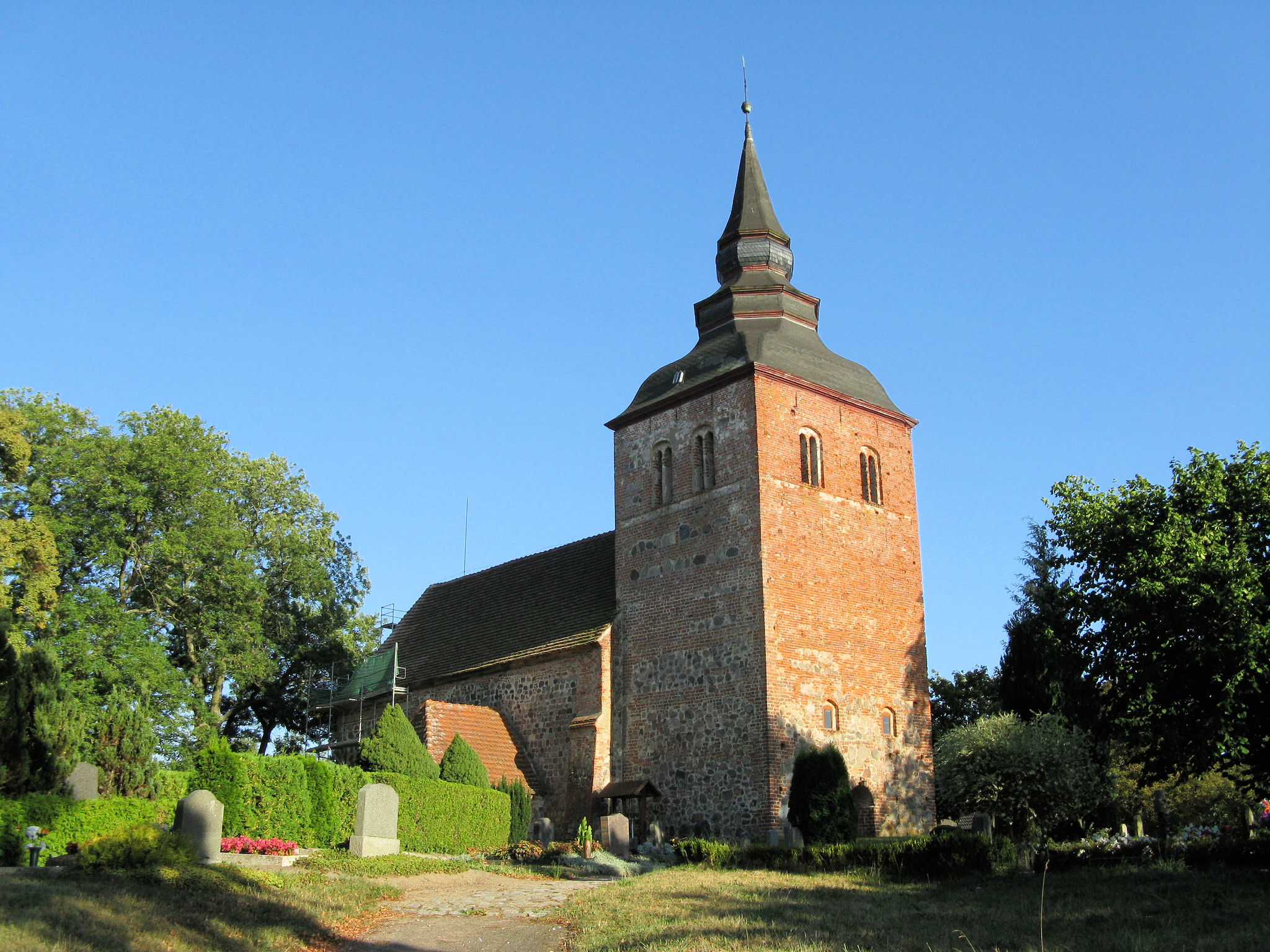
Kirche in Schloen
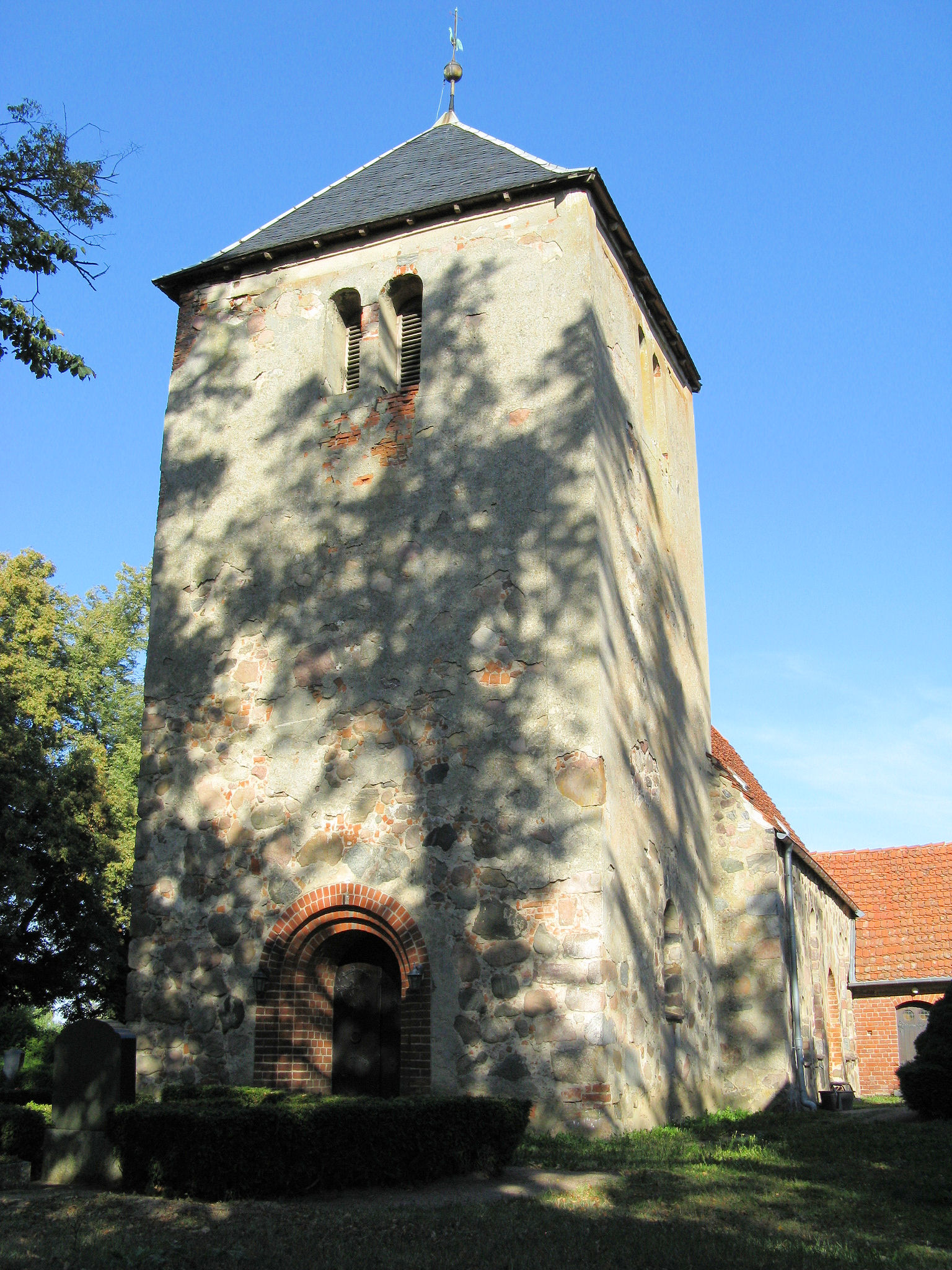
Kirche in Groß Dratow
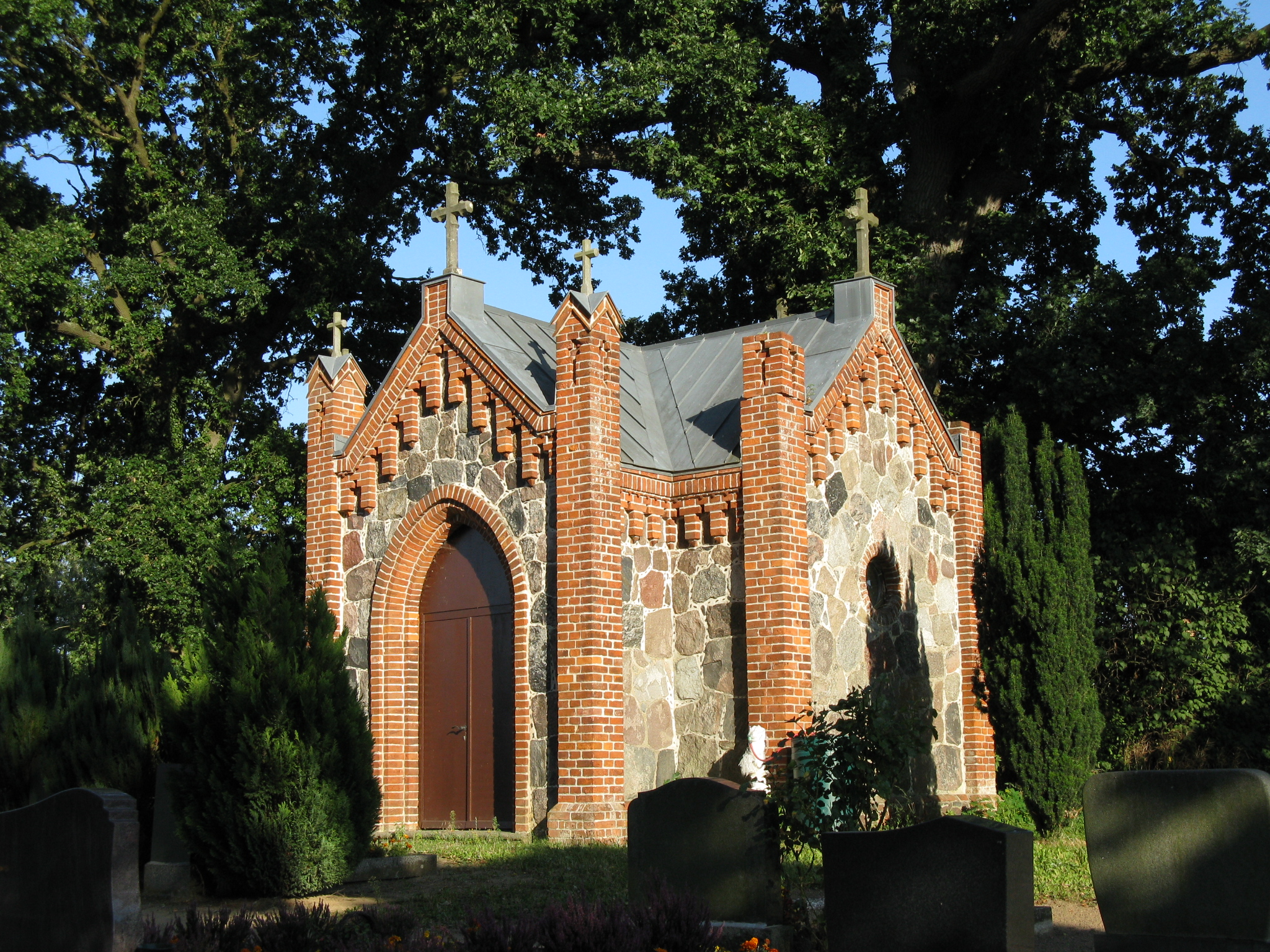
Friedhofskapelle in Schwastorf
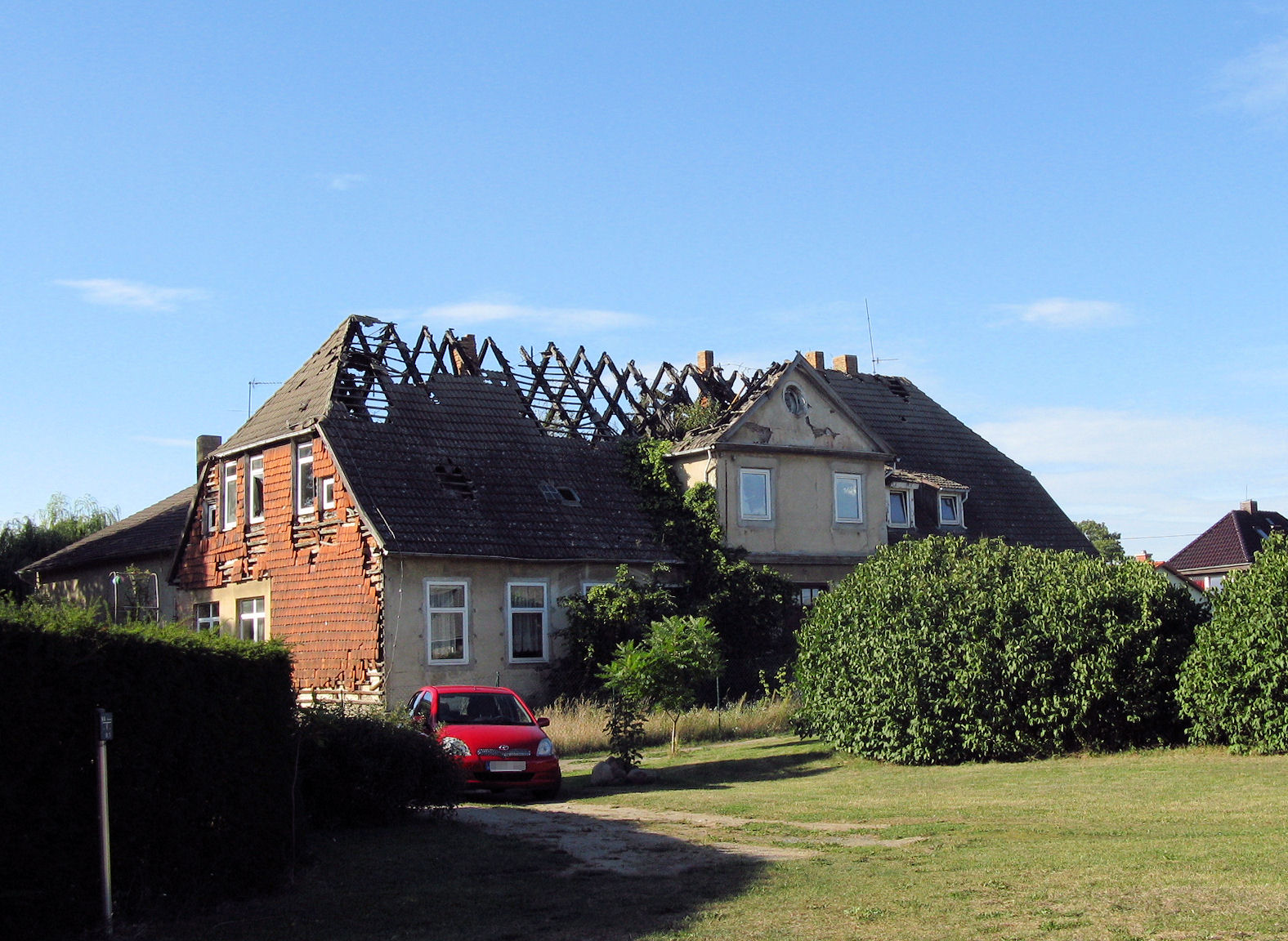
Ruine des Gutshauses in Schwastorf

## Infrastruktur
Schloen-Dratow liegt an der Bundesstraße 192 von Waren (Müritz) nach Neubrandenburg.
Das Gemeindegebiet wird heute durch Buslinien der Mecklenburg-Vorpommerschen Verkehrsgesellschaft (MVVG) bedient.
Der nächste Bahnhof befindet sich in der Stadt Waren (Müritz) (Bahnstrecke Neustrelitz–Warnemünde). Der Bahnhof Klockow (b. Waren/Müritz) lag ebenfalls an der Bahnstrecke Neustrelitz–Warnemünde; allerdings halten dort infolge des Ausbaus der Strecke seit September 2011 keine Personenzüge mehr. Der einstige Haltepunkt Schwastorf-Dratow sowie der betreffende Abschnitt Kargow – Möllenhagen der Bahnstrecke Parchim–Neubrandenburg wird im Personenverkehr seit 1970 nicht mehr bedient.